# Feminicidios en Honduras

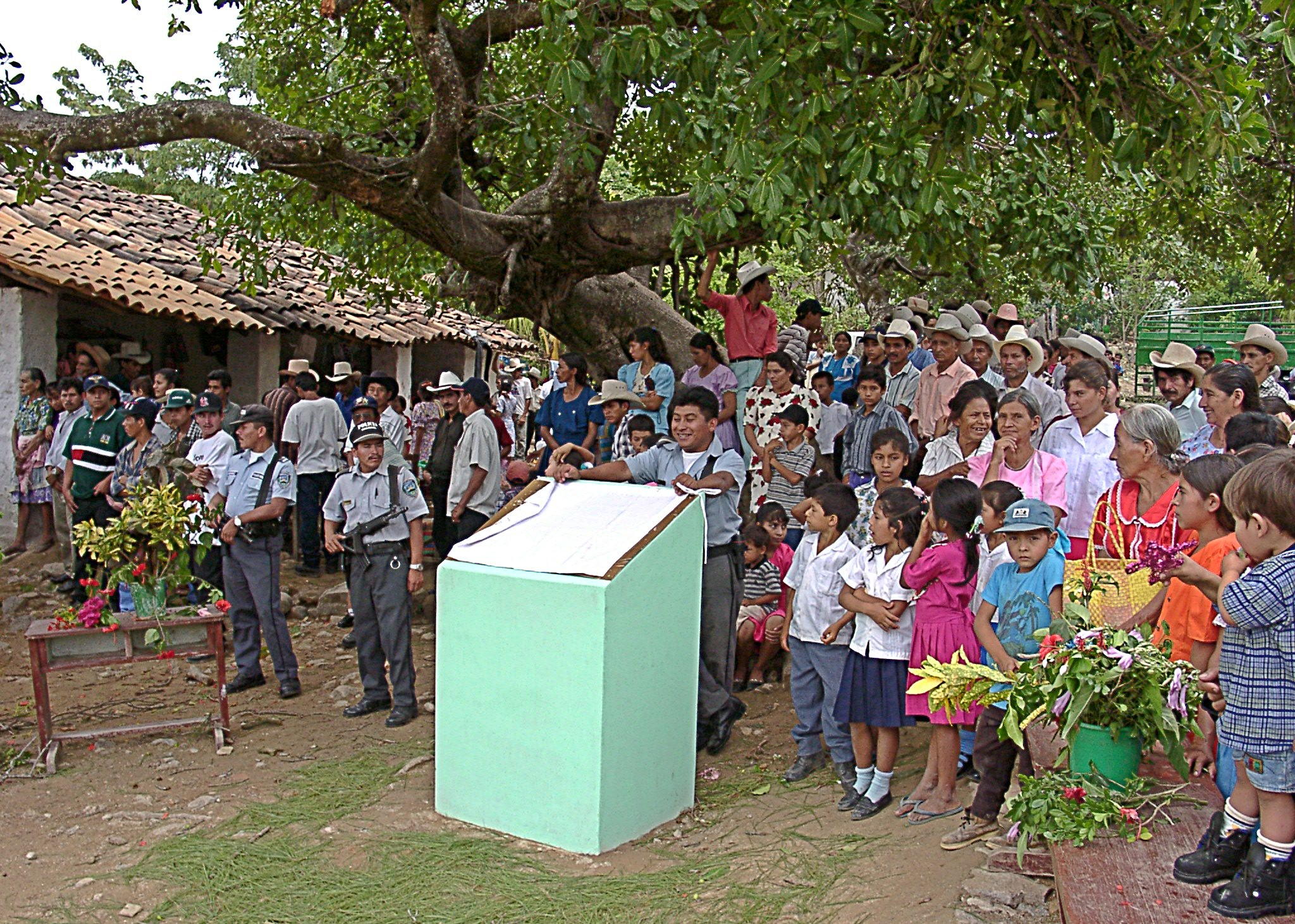
Las zonas rurales del país por varios factores son las zonas donde más se desarrollan los feminicidios.

Los femicidios en Honduras es un concepto que designa a los asesinatos cometidos contra mujeres dentro del territorio de Honduras, Centroamérica, desde 1990. De acuerdo al Código Penal vigente hasta 2018 se incurre en el delito de femicidio, el o los hombres que dan muerte a una mujer por razones de género, con odio y desprecio por su condición de mujer. Entre 2002 y 2013 fueron asesinadas 3.923 mujeres.
En 2013 fueron asesinadas 53 mujeres cada mes y, como ocurre en el resto de asesinatos, más del 90 % de los casos quedaron en la impunidad. Antes de ser asesinadas, las mujeres comúnmente suelen ser además quemadas, violadas y torturadas. Entre 2010 y 2013 el número de asesinatos aumentó en un 65 %.
Por parte de la población se ha acusado de pasividad a las autoridades locales nacionales, puesto que en muchos casos no se ha esclarecido la responsabilidad de dichos delitos.
Hay pocas organizaciones gubernamentales y no gubernamentales que brindan apoyo a las madres y familiares víctimas del feminicidio.

## Femicidios en 2017
Las muertes violentas de mujeres y femicidios registradas entre enero y diciembre de 2017, sumaron en total 389 casos. Al desagregar los datos según la edad de las víctimas el 30.1% (117) se encontraba entre los 15 y 24 años, mujeres que están en proceso construcción de su identidad, formación educativa y edad reproductiva. Los registros muestran que la mayor vulnerabilidad se presentó en el rango de 20 a 24 años al acumular 17.2% (67) del total, mientras que, los grupos etarios que evidenciaron menor número de víctimas fueron las niñas menores de 15 años con 32 casos y las mujeres de 60 años y más, con 21 víctimas.

## Femicidios
Como en la mayor parte de homicidios cometidos en Honduras, los femicidios se continúan dando debido a la falta de investigación y aplicación de la justicia.

### Violación y asesinato de Riccy Mabel Martínez
Riccy Mabel Martínez Sevilla, originaria de La Ceiba, región caribeña de Honduras, era una estudiante de tercer año de magisterio en la Escuela normal mixta Pedro Nufio, en Tegucigalpa, M.D.C..
Su novio, Rubén Hurtado Padilla había sido reclutado para cumplir el servicio militar obligatorio, por lo que Riccy Mabel decidió visitar el Batallón de Comunicaciones en las afueras de Tegucigalpa, para solicitar la liberación de su novio. Ese mismo día Riccy desapareció, fue violada y asesinada por al menos cuatro hombres, según los exámenes forenses del FBI.
Su cuerpo fue encontrado el 15 de julio de 1991 por un arroyo, uno de los principales sospechosos en la violación y asesinato fue el coronel Ángel Castillo Maradiaga.
Un testigo clave del crimen fue Esteban García, un vendedor de helados, quien afirmó haber visto a la adolescente en un coche idéntico al del coronel, pero unos días antes de su declaración fue golpeado hasta morir por una pandilla en un aparentemente robo.

### Asesinato de la ecologista Blanca Jeanette Kawas
Blanca Jeanette Kawas fue una activista del medio ambiente hondureño, conocida por su papel en el ahorro de más de 400 especies de flora y fauna durante sus últimos años hasta su asesinato. realizó actos de contra el gobierno de Carlos Roberto Reina Idiáquez debido al otorgamiento de títulos de propiedad a campesinos y empresarios en las reservas de Punta Sal, hoy llamado Parque nacional Jeanette Kawas.
Dos días después de la protesta, el 6 de febrero de 1995, Jeanette Kawas se encontraba en su casa, a las 7:45 PM fue asesinada con arma de fuego por dos sospechosos no identificados en su casa en el Barrio El Centro, en Tela, Atlántida. Entre los sospechosos de asesinato se encuentran el coronel Mario Amaya (conocido como Tigre Amaya), quien se habría reunido con el sargento Ismael Perdomo y Mario Pineda (también conocido como Chapin) en la jefatura de policía de Tela.

### Asesinato de Berta Cáceres (2016)
El 3 de marzo de 2016 fue asesinada en La Esperanza, Honduras, la activista e indígena Lenca, Bertha Cáceres, debido a su denuncia de la venta y privatización de ríos,recursos  y tierras a empresas transnacionales indígenas ancestrales luego del golpe de Estado de 2009 y a su defensa de éstas.

### Asesinato de Miss Mundo Honduras 2014
En noviembre de 2014 durante una fiesta fue asesinada la menor de edad María José Alvarado y su hermana Sofía Trinidad mientras celebraban el cumpleaños del exnovio de Sofía. Su novio Plutarco Ruiz fue identificado por testigos como autor material del asesinato y confesó su crimen, su sentencia de ser declarado culpable ascendería a entre 60 y 80 años. Por este caso sería juzgado el 12 de noviembre de 2015.

## Sicariato en Honduras
Una de las forma más comunes de asesinatos de mujeres en Honduras es cometida por sicarios que disparan a las féminas y posteriormente se dan a la fuga.

## Delito grave tipificado en el Código Penal
En febrero de 2013 el congreso nacional aprobó una reforma al Código Penal, a través del artículo 118-A en la que se tipifica el femicidio como delito grave sancionándolo con penas de hasta 40 años de cárcel.
Incurre en el delito de femicidio, el o los hombres que den muerte a una mujer por razones de género, con odio y desprecio por su condición de mujer y se castigará con una pena de treinta (30) a cuarenta (40) años de reclusión, cuando concurran una o varias de las circunstancias siguientes: 
1. Cuando el sujeto activo del delito mantenga o haya mantenido con la víctima una relación de pareja, ya sea matrimonial, de hecho, unión libre o cualquier otra relación afín en la que medie, haya mediado o no cohabitación, incluyendo aquellas en las que se sostiene o se haya sostenido una relación sentimental;
2. Cuando el delito esté precedido de actos de violencia doméstica intrafamiliar, exista o no antecedente de denuncia;
3. Cuando el delito este precedido de una situación de violencia sexual, acoso, hostigamiento o persecución de cualquier naturaleza; y,
4. Cuando el delito se comete con ensañamiento o cuando se hayan infligido lesionados infamante, degradante o mutilaciones previas o posteriores a la privación de la vida.

En 2017, durante la discusión del nuevo Código Penal que aún está en discusión en el Congreso Nacional, se ha incorporado nuevamente la tipificación del delito de femicidios como un delito de maltrato contra la mujer, sin embargo, se han reducido las penas de 20 a 30 años de cárcel.

## Causas
Las causas del alto nivel de femicidios en Honduras son variadas, aunque una de las principales es la impunidad, debido a que el 90 % de los asesinatos no son investigados por lo que los asesinos continúan cometiendo los delitos. 

## Unidad para la investigación de femicidios
En 2015 el gobierno de Honduras estableció en el presupuesto de 2016 la creación de la unidad para la investigación de femicidios por un monto de 30 millones de lempiras.